# Santo Expedito do Sul
Santo Expedito do Sul este un oraș în Rio Grande do Sul (RS), Brazilia.